# Angus Smith
Angus Smith est un homme d'affaires américain du XIXe siècle, qui fut négociant en céréales, entrepreneur de chemin de fer et très actif dans la construction de grands silos-élévateurs.

## Biographie
Angus Smith est né sans le Michigan en 1822, où il travaille comme garçon de ferme et comme bûcheron puis émigre à Milwaukee après être passé par Sandusky. Un "board of trade" est créé en 1849 à Milwaukee, avec Edward D. Holton comme président, et un « corn exchange », marché  des céréales prend place peu après, dont Edward D. Holton devient président. Angus Smith est l'un des grands céréaliers de la nouvelle ville, avec le New Yorkais Lewis J. Higby, ou le natif du Maine Horatio Hill. Il fonde la société "A. F. Smith & Co", propriétaire du silo-élévateur de la ville en partenariat avec la direction de la Merchants' Bank. Également en 1849, Edward D. Holton participe à la fondation du chemin de fer de Milwaukee et de la Prairie du Chien, qu'il dirige jusqu'en 1851.
Les exportations de blé au départ de Milwaukee, quasiment inexistantes en 1841, montent à 95000 boisseaux en 1845, puis décuplent pour atteindre 1,1 million de boisseaux en 1849, faisant la fortune d'Edward D. Holton et Angus Smith.
En 1865, Angus Smith se diversifie : il fonde la "Milwaukee petroleum company" avec Nelson Van kirk, F. B. Miles, Jackson Hadley, et L.J. Higby, afin de prospecter les environs de Milwaukee. Il sera peu après le principal soutien de John Lyon pour un célèbre "corner (finance)" sur le blé, organisé en 1868, sur le contrat à terme sur le blé qui expire le 30 juin 1868. En mai et juin le duo achète près d'un million de boisseaux via le contrat expirant le 30 juin. Le 24 juin, l'article quotidien sur les marchés dans le Chicago Tribune décrit un sentiment répandu estimant qu'il y a quelque chose de pas naturel dans les cours. À l'échéance du contrat, le cours grimpe à 2,20 dollars, 10 % de plus que le prix du même blé à New-York. Le cours chute ensuite de 35 cents, sans acquéreurs, dans les 3 minutes qui suivent l'expiration du contrat (prévue à 15 heures), selon le Chicago Tribune. Ce premier corner  a donc réussi son objectif en grande partie.
Le Chicago Tribune décrit ensuite la peur parmi les opérateurs du marché de Chicago, qui craignent que la fortune amassée par le duo ayant réussi son corner sur le blé ne soit réinvestie dans un nouveau corner sur les échéances suivantes. En septembre, la pression haussière reprend, mettant en difficulté la firme du président du CBOT Even E. V. Robbins, qui démissionne de cette fonction.
Enrichi par le succès de cette opération spéculative, Angus Smith prend en 1869 la tête d'un groupe d'investisseurs, qui inclut Jesse Hoyt de New York, pour offrir 4 millions de dollars empruntés en obligations pour acheter à la fois la Western Union, alors un opérateur de télégraphe majeur, et la société de stockage "Racine Warehouse and Dock Company", mais sans y parvenir. Angus Smith devient actionnaire de la Milwaukee and Mississippi Railway Company, et fait construire de grands silos-élévateurs, un premier de 300000 boisseaux, puis un second, plus grand, de 800000 boisseaux.
Deux ans après, Angus Smith se lance dans le Corner de John Lyon sur le blé en 1871 à Chicago, autre opération de grande ampleur: il met à profit le Grand incendie de Chicago, qui a éliminé six grands silos-élévateurs de la région de Chicago, le 6 octobre 1871, ce qui a réduit la capacité de stockage de blé de 8 millions à 5,5 millions de boisseaux. Un négociant important en blé, John Lyon forme alors une coalition avec Hugh Maher, autre négociant important en blé, et le courtier du marché à terme de Chicago P.J. Diamond, ainsi qu'Ira Y. Munn, propriétaire de silos-élévateurs et Thomas Chisolm, de Toronto. Au printemps 1872, ils commencent à monopoliser l'offre de blé pour juillet et le cours grimpe à 1,16 dollar le boisseau début juillet et même 1,35 à la fin du mois. Le 5 août, un autre silo brûle et les stocks diminuent de 0,3 million de boisseaux, sur fond de rumeurs sur une mauvaise météo pour les récoltes, le cours grimpe à 1,50 dollar le 10 août puis 1,61 dollar le 15 août, avant de retomber, sous un afflux d'offre soudain. La presse professionnelle décrit alors un climat "frénétique" sur le marché à terme.
Des lampes sont expédiées par le chemin de fer aux fermiers des Grands Lacs pour qu'ils puissent moissonner plus vite, la nuit. Les capacités de stockage sont très rapidement reconstituées. Elles vont totaliser 10 millions de boisseaux, soit 2 millions de plus qu'avant l'incendie de 1871. Les anticipations du groupe mené par Angus Smith et John Lyon se révèlent inadaptées, les banquiers de Chicago refusant de leur faire crédit. William F. Coolbaugh, de l'Union National Bank, refuse en particulier d'accorder aux spéculateurs un prêt d'un million de dollars, ce qui fait retomber les cours. Ils ont eu beau contrôler jusqu'à 6 millions de boisseaux, ils ont finalement perdu environ 0,75 million de dollars.